# Conseil militaire de transition (2019)
Pour les articles homonymes, voir Conseil militaire de transition.
Le  Conseil militaire de transition est l'organe exécutif mis en place après le coup d'État du 11 avril 2019 au Soudan qui a renversé Omar el-Béchir.

## Historique
L'armée souhaite gouverner le pays pendant deux années et Ahmed Awad Ibn Auf prend les rênes du pays. Son adjoint est le général Kamal Abdelmarouf, chef d'état-major, tout en promettant la mise en place d'un gouvernement civil. Alors que les manifestations se poursuivent, il démissionne le lendemain, le général Abdel Fattah Abdelrahmane al-Burhan lui succède.
Finalement, après le massacre de Khartoum, l'opposition consent à ce que l'armée dirige un Conseil de souveraineté pendant 21 mois (ce qui fait deux ans au pouvoir à partir d'avril), mais qu'un gouvernement civil soit formé.
Le 17 juillet 2019, le Conseil militaire de transition (CMT) et le Forces de la liberté et du changement (FLC) ont signé la forme écrite de l'accord de Transition démocratique soudanaise,. La Coordination générale des déplacés du Darfour s'est opposée à l'accord verbal du 5 juillet, et le Front révolutionnaire du Soudan (en), les Forces du Consensus national (en) et le Syndicat des journalistes soudanais (en) se sont opposés à l'accord écrit du 17 juillet. Le 4 août, le projet de déclaration constitutionnelle a été initialement signé par Ahmed Rabee pour le FLC et par le chef adjoint du TMC, Mohamed Hamdan Dogolo, en présence de médiateurs éthiopiens et de l'Union africaine, et il a été signé plus formellement par Rabee et Hemetti le 17 août en présence de chefs d'État et de gouvernement internationaux.

## Composition

### Premier CMT
- Président : Ahmed Awad Ibn Auf
- Vice-président : Kamal Abdelmarouf

### Deuxième CMT
- Président : Abdel Fattah Abdelrahmane al-Burhan
- Vice-président : Mohamed Hamdan Dogolo
- Autres membres : Chams Ad-din Chanto, Galaledin Alcheikh, Al-Tayeb Babakr Ali Fadil, Omar Zain al-Abidin, Gamal Omer